# Poříčská brána
Poříčská brána je pražská zaniklá stavba. Brána stála v blízkosti místa, kde bylo vybudováno dnes již zrušené nádraží Těšnov. Sloužila až do let 1858 až 1859, kdy byla nahrazena třetí branou, tentokrát v novorenesančním slohu.

## Historie
Pro průchod ze Starého Města do Nového Města sloužila brána sv. Petra vybudovaná v roce 1350, zvaná též Špitálská. Tuto bránu coby součást hradeb Nového Města spolu s Horskou branou spravovali Staroměstští. Špitálská brána nazývána podle Špitálského pole, dnešního Karlína) stála blízko řeky Vltavy, ovšem při budování barokního opevnění se ukázala jako nedostatečná a byla roku 1663 nahrazena novou branou, zavírající ulici Na Poříčí, branou Poříčskou. Při nových způsobech vedení války pozbylo opevnění města na významu. Pro nedostatek financí chátralo a bránilo rozvoji a růstu města, proto císař František Josef I. v 60. letech 19. století rozhodl, že Praha se stane otevřeným městem. S bouráním opevnění se započalo v roce 1874 a proto i Poříčská brána byla v roce 1875 zbořena.

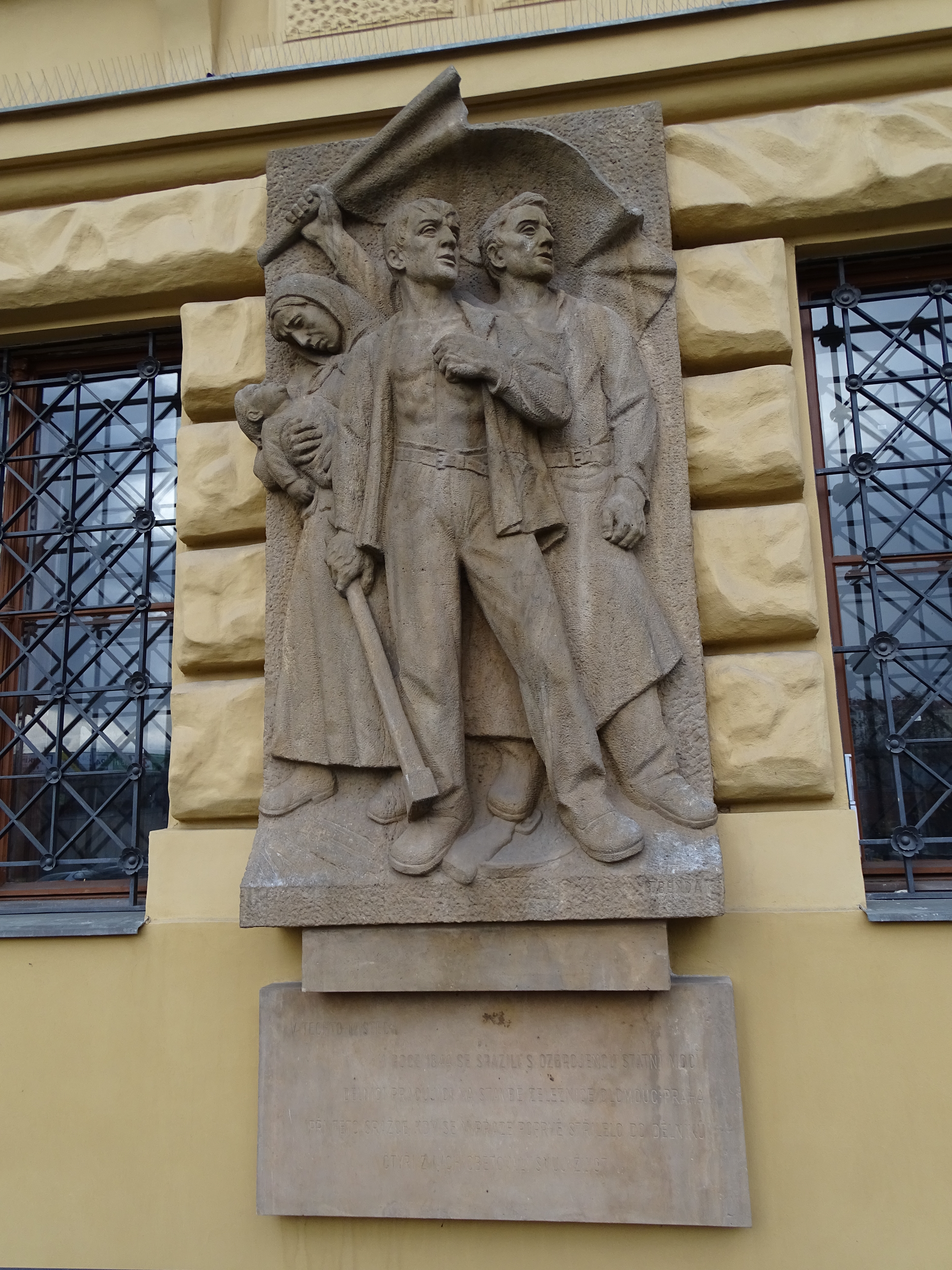

Nespokojení barabové táhli 8. července 1844 ze stavby Severní dráhy císaře Ferdinanda od Běchovic na Prahu, aby přednesli podnikatelům bratrům Kleinovým své stížnosti. Před Poříčskou branou se střetli s vojskem, které jim bránilo ve vstupu do města. Při srážce byli zabiti čtyři dělníci a mnozí byli zraněni. Událost připomíná pamětní deska umístěná na zadní fasádě Muzea hlavního města Prahy.